# Veřejná služba

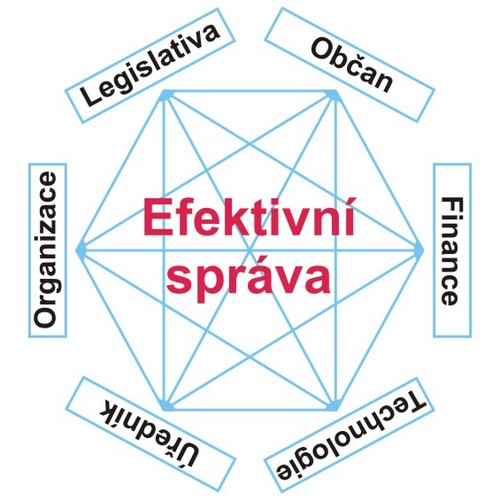
Veřejná správa - efektivita

Veřejná služba je služba ve veřejném zájmu, kterou poskytuje nebo objednává a financuje či spolufinancuje složka veřejné správy, tedy stát nebo územní samosprávný celek (v Česku kraj nebo obec). Veřejná služba je služba, kterou vláda poskytuje lidem žijícím v její jurisdikci, a to buď přímo (prostřednictvím veřejného sektoru), nebo prostřednictvím financování soukromého poskytování služeb. Veřejná služba je často používána jako synonymum pro vládní službu zahrnující všechny, kdo pracují ve veřejném sektoru. Jejím specifickým znakem je, že pokud by nebyla finančně podporována veřejnými subjekty, nebyla by poskytována na trhu vůbec nebo by byla poskytována v nižší kvalitě či rozsahu. Tento termín je v přímém vztahu ke společenské shodě (většinou vyjádřené ve volbách) na tom, že některé druhy služeb mají být dostupné každému bez ohledu na jeho majetek a příjmy. Životně důležité veřejné služby jsou dlouhodobě považovány za zdroj legitimity výkonu států na základě materiálních výstupů, které poskytují občanům.
Příklady
Provoz veřejného bazénu a jiných sportovišť, dále například veřejná doprava, či dětské hřiště. Dále do veřejných služeb lze zahnout např. zdravotní péči, odvoz odpadu a dopravu, a jsou to systémy  a řešení, která mohou být přínosem pro různé skupiny jednotlivců. 

## Poskytování veřejných služeb
Poskytovatelem veřejných služeb může být např. stát, kraj, obec či právnická a fyzická osoba, která splňuje určité podmínky předepsané zákonem. Mimo to jsou dále poskytovatelem organizace agentury či organizační složky ministerstev, krajů, měst, obcí apod. A dále jim mohou být také organizace nebo obchodní společnosti, které jsou buď zcela nebo z části v majetku ministerstva, kraje atd.

## Financování veřejných služeb
Veřejné služby mohou být financovány z moha zdrojů:
- státní rozpočet,
- rozpočet samosprávných celků (krajů, obcí),
- poplatky občanů,
- účelové fondy apod.[6]

## Organizování veřejných služeb
Veřejná služba může být organizovaná neziskovými organizacemi, kterými jsou např. nadace, prospěšné společnosti, příspěvkové organizace, školy, církevní organizace apod.
Činnosti, ve kterých může být veřejná služba organizovaná, jsou jimi následně činnosti při zajištění udržování čistoty ulic a jiných veřejných prostranství, pomocné činnosti při ochraně životního prostředí, pomocné činnosti při udržování veřejného pořádku, pomocné činnosti v oblasti poskytování zdravotní péče, dále v oblasti poskytování sociální péče a jiné.

## Veřejné služby v České republice
Veřejné služby jsou takové služby, které jsou financované zejména z veřejných financí. Veřejné služby jsou zajišťovány státem ve prospěch občanů, kteří je platí nepřímo, a to formou daní. Každá veřejná služba v ČR je popisována ve třech rovinách, a to: veřejný zájem, koncepce a politika, management, organizace a legislativa a ekonomika včetně financování.

## Zabezpečení veřejných služeb
Zabezpečování veřejných služeb zahrnuje uspokojování potřeb lidí ve společnosti. Pod tímto pojmem jsou zahrnovány služby, na kterých je obecný zájem, a to zejména v oblasti hospodářské, zdravotnické, vzdělávací atd. Tyto potřeby jsou zajišťovány jednotně pro všechny subjekty, které je na daném území mohou hromadně využívat.
Zabezpečovatelem veřejné služby je veřejná služba, tj. konkrétní organizační složka veřejné správy, do které spadají kompetence k zabezpečování veřejné služby, a to podle příslušné legislativní normy.